# Bulbophyllum concavibasalis
Bulbophyllum concavibasalis är en orkidéart som beskrevs av Pieter van Royen. Bulbophyllum concavibasalis ingår i släktet Bulbophyllum och familjen orkidéer. Inga underarter finns listade i Catalogue of Life.